# Paulie Pennino
Paulie Pennino est un personnage de fiction de la saga Rocky incarné par Burt Young et créé par Sylvester Stallone

## Biographie fictive
Paulie est le frère d'Adrian et proche ami de Rocky. Dans tous les films, il est joué par l'acteur Burt Young.
Il est né le 19 novembre 1940 et mort le 22 février 2012.
Employé comme emballeur de viande à Philadelphie, c'est un alcoolique cynique et à l'attitude négative que Rocky Balboa aide malgré tout en lui proposant d'intégrer son équipe d'entrainement pour préparer ses combats. Bien qu'il râle en permanence et se montre parfois violent, il s'avère être un ami dévoué en restant aux côtés du champion lors des succès et des défaites.

## Anecdote
Dans le 6e opus intitulé Rocky Balboa, lors de la conférence de presse préparatoire au match, la plaque signalétique indique Paulie « Panina » au lieu de « Pennino ».

## Films
- Rocky (1976)
- Rocky 2 (1979)
- Rocky 3 (1982)
- Rocky 4 (1985)
- Rocky 5 (1990)
- Rocky Balboa (2006)